# سفارة قبرص في أوكرانيا
سفارة قبرص في أوكرانيا هي أرفع تمثيل دبلوماسي لدولة قبرص لدى أوكرانيا. تقع السفارة في كييف وهي تهدف لتعزيز المصالح القبرصية في أوكرانيا.

## وصلات خارجية
- الموقع الرسمي
- قائمة سفارات قبرص
- قائمة السفارات في أوكرانيا